# إرنست هالبيرج
إرنست هالبيرج (بالسويدية: Ernst Hallberg)‏ هو متسابق الحدث سويدي، ولد في 5 يناير 1894 في فالكنبرغ في السويد، وتوفي في 28 أبريل 1944 في Klippan, Scania ‏ في السويد.

## وصلات خارجية
- إرنست هالبيرج على موقع أوليمبيديا (الإنجليزية)
- إرنست هالبيرج على موقع اللجنة الأولمبية السويدية (السويدية)